# Miramón Mendi
Miramón Mendi S.L. es una empresa española productora de series televisivas y de espectáculos teatrales, encargada de contratos de actores, decorado, iluminación... Su director gerente es José Luis Moreno.

## Orígenes
Miramón Mendi nació en 1988 y su director general es José Luis Moreno. Desde sus comienzos se dedicó al mundo del espectáculo y de la producción televisiva. A lo largo de los años han organizado galas, espectáculos puntuales o series en distintas cadenas españolas como TVE, Antena 3 o Telecinco y diversas autonómicas y han conseguido saltar al extranjero con otras como la RAI.
Hasta ahora su mayor éxito ha sido Aquí no hay quien viva (2003) emitiendo la primera temporada los domingos a las 22.00, las siguientes temporadas los miércoles a las 21.45, y la última temporada los jueves a las 22.00, cuyos derechos han llegado a ser comprados por cadenas francesas e italianas para la retransmisión de una versión de la serie en esos países. Otras series que produjo Miramón Mendi para Antena 3 fueron La sopa boba (2004) la cual se emitía de lunes a viernes a las 15.45 y A tortas con la vida (2005-2006), la cual empezó la primera temporada y 3 capítulos de la segunda emitiéndose los martes a las 21.45 y después pasó a emitirse los sábados empezando entre las 00.45 o las 02.30. En TVE-1 trabajó dirigiendo el programa de variedades Tu gran noche durante 2 años y durante 5 años dirigiendo otro programa de variedades que se emitía también los sábados a las 23.00, Noche de fiesta (1999-2004), desde el 2000 hasta el 2004 se encargó de dirigir el programa de Nochevieja de TVE-1, el programa de la Nochevieja de 2005 lo hizo para Antena 3. Durante julio, agosto y septiembre de 2002 trabajó en Antena 3 dirigiendo el programa Verano noche, programa musical al que iban los cantantes del momento el cual se emitía los viernes a las 22.00 y durante 2 meses en Telemadrid con el programa Entre amigos, el cual se emitía los viernes a las 22.00. Otros proyectos que iba a hacer para televisión pero que al final no se cumplieron fueron: Amigos íntimos, la cual iba a hacer para Telecinco, Los Maldonado para Antena 3 y una serie de suspense sobre un matrimonio que investiga asesinatos, la cual iba a hacer junto al director italiano, amigo suyo: Dario Argento.
La productora ha trabajado en teatros ofreciendo tanto óperas como zarzuelas. Durante el año 2005 también trabajó ofreciendo obras de teatro en el teatro La Latina, entre esas obras hubo diversas zarzuelas como La Revoltosa, Doña Francisquita, La verbena de la Paloma, Gigantes y Cabezudos... en la comedia Matrimoniadas (2005) cuyos personajes eran los matrimonios de su programa de TVE-1 Noche de fiesta y de sus serie de Antena 3 La sopa boba y los actores eran Marisa Porcel, Pepe Ruiz, Silvia Gambino, Alfredo Cernuda, Rosana Manso y Martin Czehmester, también trabajó en el musical El diluvio que viene, con Gisela en 2005 y 2006, y también en las plazas de toros durante el 2005 hubo obras suyas tanto óperas como zarzuelas, entre ellas Antología de la Zarzuela y la ópera Carmen de Bizet. En el 2006, tras retirar El diluvio que viene estrenó en el mismo teatro la Antología de la Danza Española y tras retirarla el 4 de agosto estrenó la comedia La venganza de la Petra, en la que estaban en el reparto Andoni Ferreño, Silvia Gambino, Luis Perezagua, Marisol Ayuso, y María Garralón.

## Cambio de dueños
A mediados de 2006 la cadena de televisión Telecinco adquirió un 10 % de Alba Adriática S.L. y un 10 % de Kulterperalia S.L. Esto significó un gran cambio en la empresa y ésta no parece tener intención de renovar su contrato con Antena 3 para la grabación de la serie Aquí no hay quien viva. Esto no significaba que la serie fuese a continuar emitiéndose en Telecinco, ya que la imagen y la marca de la serie pertenecen a Antena 3. Sin embargo el contrato de los actores los vinculaba a la empresa y no a la cadena, lo cual significa que la continuación de ésta quedaba abierta a cambios o incluso a un final definitivo.
La compra pudo deberse a dos razones: la eliminación de la principal serie de la competencia por parte de Telecinco o la adquisición de una gran parte de una productora independiente pues Telecinco trabaja con productoras como Globomedia, que forman el esqueleto de la Sexta. Finalmente la serie Aquí no hay quien viva no fue continuada pero la idea de un grupo de vecinos fue resucitada por Telecinco en una serie inconexa con la anterior, pero con la idea general idéntica y el mismo reparto que esta. Su nombre fue La que se avecina.
Esto dejó abiertas las posibilidades de nuevas series previstas en conjunto con Antena 3 como la que iba a ser Los hermanos Maldonado que nunca se llegaron a estrenar.
Desde el 2009 Telecinco tiene como activos aptos para venta el 10 % de las acciones adquiridas de Alba Adriatica S.L. y Kulterperalia, pudiendo significar esto que ya no es interesante para los accionistas de Telecinco dichas acciones, pues según consta en la memoria para los accionistas de Telecinco de 2010 estos activos adquiridos han perdido valor y por ende se han puesto a la venta.